# Lioba Braun
Lioba Braun (Hanau, 14 de septiembre de 1957) es una cantante de ópera alemana. Sus registro vocal es de mezzosoprano. También es profesora en la Hochschule für Musik und Tanz Köln.

## Biografía
Se crio en Wurzburgo, donde estudió música sacra y cantó en la Catedral de San Kilian. A los 25 años empezó a educar su voz con la profesora Charlotte Lehmann.
Desde 1993 hasta 2003 formó parte de la compañía del Teatro Nacional de Mannheim, donde cantó numerosas piezas de, entre otros, Richard Wagner y Giuseppe Verdi.
Su primera actuación internacional fue en el Festival de Bayreuth en 1994, donde interpretó a Brangäne en Tristán e Isolda, bajo la dirección de Daniel Barenboim. También ha interpretado a otros personajes de Wagner en otros escenarios, como el Teatro Real de Madrid, el Gran Teatro del Liceo, el Teatro de La Scala o la Ópera Estatal de Viena.
Aparte de personajes de Wagner y Verdi, también ha interpretado roles de otros compositores como Béla Bartók, Richard Strauss, Gustav Mahler, Johannes Brahms o Ludwig van Beethoven. Ha trabajado bajo las órdenes de directores como Christian Thielemann, Mariss Jansons, Andris Nelsons, Zubin Mehta, Daniel Barenboim, Riccardo Chailly, Claudio Abbado, Christoph Eschenbach, Lorin Maazel, Myung-Whun Chung, Kent Nagano, Giuseppe Sinopoli, Simon Rattle o Riccardo Muti.
Desde octubre de 2010 compagina su carrera artística  con clases de canto que imparte en la Hochschule für Musik und Tanz Köln y en la Hochschule für Musik und Theater München.
Ha grabado varios discos, como Lioba Braun singt Wagner del 2005, bajo la dirección de Peter Schneider.